# Druga Liga 1950
La Druga savezna liga FNRJ 1950, conosciuta semplicemente come Druga liga 1950, fu la 4ª edizione della seconda divisione del campionato jugoslavo di calcio, la 3ª consecutiva a girone unico, la prima a disputarsi lungo l'anno solare.

## Partecipanti
Sono ammesse alla Druga Liga 1950 le seguenti squadre:
- 1 retrocessa dalla Prva Liga 1948-1949:
 Sloga Novi Sad
- 5 hanno mantenuto la categoria:
 Metalac Zagabria, Podrinje Šabac, Odred, Vardar e Proleter Osijek
- 5 promosse dalla divisione inferiore:
 Milicioner Zagabria[3], Napredak Kruševac, Željezničar, 11. Oktomvri Kumanovo (dopo qualificazioni) e Kvarner (ripescato a tavolino)[4]

### Qualificazioni
Le migliori squadre delle 6 repubbliche, che costituiscono la terza divisione, si sfidano per quattro posti in Druga liga. Date: 12 giugno (1ª giornata), 19 giugno (2ª giornata), 26 giugno (3ª giornata), 3 luglio (4ª giornata), 10 luglio (5ª giornata) e 17 luglio 1949 (6ª giornata)

#### Primo gruppo
Il primo gruppo è composto dalle prime due classificate di Serbia (Napredak Kruševac e Proleter Zrenjanin) e dalle prime due classificate di Croazia (Milicioner e NK Zagreb)
| Squadra             | Pti | G | V | N | P | GF | GS | QR    |
| ------------------- | --- | - | - | - | - | -- | -- | ----- |
| Milicioner Zagabria | 8   | 6 | 3 | 2 | 1 | 11 | 4  | 2,750 |
| Napredak Kruševac   | 8   | 6 | 4 | 0 | 2 | 9  | 10 | 0,900 |
| Proleter Zrenjanin  | 7   | 6 | 2 | 3 | 1 | 9  | 5  | 1,800 |
| NK Zagabria         | 1   | 6 | 0 | 1 | 5 | 4  | 14 | 0,285 |

|             | Mil | Nap | Pro | Zag |
| ----------- | --- | --- | --- | --- |
| Milicioner  |     | 5-0 | 1-1 | 2-1 |
| Napredak    | 2-0 |     | 3-2 | 1-0 |
| Proleter    | 0-0 | 1-0 |     | 4-0 |
| NK Zagabria | 0-3 | 2-3 | 1-1 |     |

#### Secondo gruppo
Il secondo gruppo è composto dai vincitori delle repubbliche di Bosnia (Željezničar Sarajevo), Slovenia (Železničar Lubiana), Macedonia (11.oktomvri Kumanovo) e Montenegro (Sutjeska Nikšić)
| Squadra               | Pti | G | V | N | P | GF | GS | QR    |
| --------------------- | --- | - | - | - | - | -- | -- | ----- |
| Željezničar Sarajevo  | 10  | 6 | 5 | 0 | 1 | 16 | 2  | 8,000 |
| 11. oktomvri Kumanovo | 7   | 6 | 3 | 1 | 2 | 9  | 13 | 0,692 |
| Železničar Lubiana    | 4   | 6 | 1 | 2 | 3 | 8  | 9  | 0,888 |
| Sutjeska              | 3   | 6 | 1 | 1 | 4 | 4  | 13 | 0,307 |

|                      | Sar | Kum | Lub | Sut |
| -------------------- | --- | --- | --- | --- |
| Željezničar Sarajevo |     | 7-0 | 1-0 | 3-0 |
| 11.okt. Kumanovo     | 1-0 |     | 1-1 | 0-3 |
| Železničar Lubiana   | 1-2 | 2-4 |     | 3-0 |
| Sutjeska             | 0-3 | 0-3 | 1-1 |     |

### Profili
| Squadra           | Città    | Stadio               | Stagione 1948-49 | Stagione 1948-49         |
| Squadra           | Città    | Stadio               | Pos.             | Divisione                |
| ----------------- | -------- | -------------------- | ---------------- | ------------------------ |
| Sloga Novi Sad    | Novi Sad | Stadion Karađorđe    | 9º               | Prva liga                |
| Metalac Zagabria  | Zagabria | ?                    | 4º               | Druga liga               |
| Podrinje Šabac    | Šabac    | Stadion Mačva        | 5º               | Druga liga               |
| Odred             | Lubiana  | Bežigrad stadion     | 6º               | Druga liga               |
| Vardar            | Skopje   | Gradski stadion      | 7º               | Druga liga               |
| Proleter Osijek   | Osijek   | Igralištu Kraj Drave | 8º               | Druga liga               |
| Borac Zagabria    | Zagabria | Stadion Zagreba      | 1º               | Hrvatska liga            |
| Kvarner           | Fiume    | Stadio Cantrida      | 6º               | Hrvatska liga            |
| Željezničar       | Sarajevo | Stadion 6. April     | 1º               | Liga Bosne i Hercegovine |
| Napredak Kruševac | Kruševac | Stadion Napretka     | 2º               | Srpska liga              |
| 11. Oktomvri      | Kumanovo | ?                    | 1º               | Makedonska liga          |

### Provenienza
| Slovenia | Croazia                                                         | Bosnia Erzegovina | Serbia           | Serbia                               | Serbia    | Montenegro | Macedonia           |
| Slovenia | Croazia                                                         | Bosnia Erzegovina | Voivodina        | Serbia Centrale                      | Kosovo    | Montenegro | Macedonia           |
| -------- | --------------------------------------------------------------- | ----------------- | ---------------- | ------------------------------------ | --------- | ---------- | ------------------- |
| - Odred  | - Borac Zagabria - Kvarner - Metalac Zagabria - Proleter Osijek | - Željezničar     | - Sloga Novi Sad | - Napredak Kruševac - Podrinje Šabac | - nessuna | - nessuna  | - Vardar - Kumanovo |

## Classifica
|                  | Pos. | Squadra           | Pt | G  | V  | N | P  | GF | GS | QR    |
| ---------------- | ---- | ----------------- | -- | -- | -- | - | -- | -- | -- | ----- |
|                  | 1.   | Borac Zagabria    | 25 | 20 | 10 | 5 | 5  | 46 | 19 | 2,421 |
|                  | 2.   | Sloga Novi Sad    | 24 | 20 | 10 | 4 | 6  | 44 | 16 | 2,750 |
|                  | 3.   | Napredak Kruševac | 24 | 20 | 9  | 6 | 5  | 33 | 22 | 1,500 |
|                  | 4.   | Podrinje Šabac    | 23 | 20 | 8  | 7 | 5  | 30 | 22 | 1,363 |
|                  | 5.   | Odred             | 22 | 20 | 8  | 6 | 6  | 26 | 16 | 1,625 |
|                  | 6.   | Proleter Osijek   | 22 | 20 | 8  | 6 | 6  | 32 | 30 | 1,066 |
|                  | 7.   | Kvarner           | 21 | 20 | 8  | 5 | 7  | 39 | 31 | 1,258 |
|                  | 8.   | Metalac Zagabria  | 21 | 20 | 8  | 5 | 7  | 27 | 22 | 1,227 |
|                  | 9.   | Vardar            | 20 | 20 | 8  | 4 | 8  | 28 | 22 | 1,272 |
|                  | 10.  | Željezničar       | 17 | 20 | 6  | 5 | 9  | 21 | 40 | 0,525 |
|                  | 11.  | Kumanovo          | 1  | 20 | 0  | 1 | 19 | 10 | 96 | 0,104 |
| Fonte: HRnogomet |      |                   |    |    |    |   |    |    |    |       |

Legenda:

      Promossa in Prva Liga 1951.

  Partecipa agli spareggi promozione/retrocessione.

      Retrocessa in terza divisione jugoslava 1951.

      Esclusa dal campionato.
Note:

Due punti a vittoria, uno a pareggio, zero a sconfitta.
In caso di arrivo di due o più squadre a pari punti, la graduatoria viene stilata secondo il quoziente reti tra le squadre interessate.

## Spareggi

### Promozione
```
Spartak Subotica (9º in 
Prva Liga
) e Odred Lubiana (5º in Druga Liga)

Spartak Subotica
 - Odred Lubiana 3-3 0-0 2-2 (Lo Spartak viene premiato dalla monetina e rimane in Prva liga
[
7
]
)
```

### Retrocessione
```
BOSNIA ERZEGOVINA:
 
Željezničar (10º in Druga Liga), Borac Banja Luka (8º in 
Treća Liga
) e Bosna Sarajevo (campione Bosnia)

triangolare: 
Željezničar
 8 punti, Borac 4, Bosna 2
```

```
MACEDONIA:
 
11 Oktomvri K. (11º in Druga Liga), Milicionar S. (6º in 
Treća Liga
), Rabotnički S. (9º in 
Treća Liga
), Radnički B. (campione Macedonia)

Rabotnički Skopje
 - 11 Oktomvri Kumanovo  ?-?  1-2 
(finale; Milicionar Skopje e Radnički Bitola eliminati in semifinale)
```

```
VERDETTI:

Željezničar rimane in Druga Liga, Rabotnički Skopje promosso in Druga Liga, 11 Oktomvri Kumanovo retrocede.
```